# 光源氏物語本事
『光源氏物語本事』（ひかるげんじものがたりほんのこと）とは、『源氏物語』の注釈書（より厳密には注釈書『幻中類林』の中から本文や写本に関する事項を抄出した書物）である。

## 概要
本書は、源氏物語についての注釈書であり、著者名と奥書の一部が共通することからもともとは「華洛非人桑門了悟」なる人物によって鎌倉時代の文永年間（1264年から1274年まで）ごろに作られたと見られる『源氏物語』の注釈書である『幻中類林』の中から「本の事」つまり『源氏物語』の写本や本文に関する記述を抜き出したものであると考えられている。島原松平文庫本において本書を収めている『歌書集』の目録には「源氏物語本事」とあるが、現存する写本が『光源氏物語本事』の内題を持つため通常「光源氏物語本事」の名で呼ばれている。肥前国島原藩の藩主深溝松平家に伝来してきた「島原松平文庫」が昭和30年代にまとまって島原市に寄贈された際にそこに含まれていた本書の写本が源氏六十三首之歌などとともに発見され、今井源衛によって紹介されたことにより広く知られることになった。『幻中類林』全体としても鎌倉時代の河内方のものではない注釈書として『源氏物語』の注釈史・享受史を考える上で大変貴重なものであり、しかもこの『光源氏物語本事』の部分は全七丁（ページ）と分量は少ないものながら『源氏物語』の写本、外伝的な巻の巻名、『更級日記』関係の叙述など他に類を見ない独自の情報を数多く含んでおり、以後「源氏物語享受史の第一級資料」であり、「本書を抜きにして、平安・鎌倉期の源氏物語の研究史・享受史をかたることは出来ない」とされている。

## 著者
「華洛非人桑門了悟」なる人物が著者であるとされているがその素性は不明である、既知の著名な人物の別称である可能性も唱えられているが現在のところ解明するすべは無い状況である。本書におけるさまざまな記述から「了悟」とは以下のような条件を満たす人物であると考えられる。
- 本書の成立年代から見て1250年代から1280年代ころに活動していたこと。
- 「華洛」とあることから都（京都）在住であり、東国の鎌倉を中心に活動していた河内方に対して極めて冷淡であること。
- 「非人桑門」とあることから出家した公家であると思われること。
- 冷泉家の人物との交流はあるものの、「京極中納言（=藤原定家）の本」（=青表紙本）に対して否定的な評価を下しており、藤原定家に近い人物ではないと思われること。
- 『続古今和歌集』の撰者たちと交流はあったらしいが選者ではないこと。
- 疑問点の問い合わせを行っている相手から見て自身もそれらの人物と同程度のかなり高い地位にあったと見られること。
- 熱心な『源氏物語』の研究者であること。
- 広く和漢の詩文についての深い素養を持っていると考えられること。

福田秀一はこの「華洛非人桑門了悟」について、九条基家（1203年 - 1280年）である可能性を指摘している。

### 庭
本書の中で「庭云」という形で「庭」なる人物の見解がくりかえし述べられている。この「庭」については当初固有名詞であるとしてさまざまな考察がなされたが、現在は庭とは庭訓のことであり、『論語』の季子篇の中にある「孔子が庭を走る息子を呼び止め詩や礼を学ぶよう諭した」という故事に由来する父から子への教訓や家庭教育を示す言葉であると考えられることから「華洛非人桑門了悟」の父親のことではないかとする見解が有力である。なお、このことから了悟の父親も『源氏物語』などについての一定の見識を持った人物であり、本書は了悟が自家の家学を伝える立場から著された書物である可能性が指摘されている。

## 内容
『源氏物語』の注釈書『幻中類林』の総論部分から諸本について述べた部分を抄出したものと考えられている。

### 『源氏物語』の呼び方
本書の「光源氏物語本事」という題名について、本書のような写本に注意を払っている書物がその題名を「光源氏物語本事」としていることから、当時『源氏物語』を「光源氏物語」と呼ぶのが一般的であったとする根拠に挙げられる事がある。

### 『源氏物語』の写本
『源氏物語』の写本について、本書では「本々のこと」として以下のような現在では全く知られていないだけでなく、『源氏物語のおこり』といった伝説的な記録を除けば他の古注釈などにも全く見られないものまで含めたさまざまな写本について、本文の違いだけでなく判型や表装などについてまで具体的に言及している。
「大炊御門齊院式子内親王御本」
式子内親王とは後白河天皇の第3皇女である。宰相入道頼隆によれば、この写本には「譜巻」なるものが付されていたという。
「紫式部自筆本」
具体的な写本の形状についての記述が無く、今井源衛は「おそらく自筆本そのものを見たのではなく自身が推測した本文の原型について述べたのではなかろうか」としている。
「宇治宝蔵におさめらるる本」
宇治宝蔵とは藤原摂関家累代により築造され、その宝物などを納めた現在では宇治平等院のみが現存する宇治の大伽藍のことであると思われる。『山頂湖面抄』などいくつかの古記録にある「雲隠帖などをこの宇治の宝物殿に隠した」といった伝承との関係が注目される。
「比叡法花堂本」
下記の「比叡山中堂奉納の本」との関係は不明。同一のものを指している可能性もある。
「延久三宮御本」
「延久三宮」とは後三条天皇の皇子である輔仁親王のことと思われる。
「陰明門院御調度草子」
陰明門院とは関白藤原頼実の女、藤原麗子＝大炊御門麗子のことと思われる。
「鷹司院按察局福光殿」
按察使検別当源光親の女、源光俊の妹と思われる。
「女院御本　宣揚門院より御相伝本」
宣揚門院とは後白河天皇皇女覲子内親王のことと思われる。
「野宮左大臣殿御本」
野宮左大臣とは徳大寺公継のことと思われる。
「京極自筆の本」
「京極」とは「京極中納言」すなわち藤原定家のことで、この「京極自筆の本」とは青表紙本のそれもおそらくは原本のことであると思われる。「本の奥の巻ごとに勘注などあり」との記述があることから独立した本になる前の第一次奥入が含まれている写本であると思われる。「こと葉もよのつねよりも枝葉をぬきたる本」と批判されている。この「京極自筆の本」に対する「こと葉を抜きたる本」との批判について、青表紙本と河内本やいくつかの別本の本文を比較したとき青表紙本の本文が一番短く簡潔な表現をとっていることが多いため、単に本文のあちこちから装飾的な短い語句を取り去ったようなことを意味するとする見方もある一方で、既存の本文からのもっと大規模な文章の除去、例えば古くは『源氏物語』の中の巻として扱われてきた巣守や桜人のような巻を『源氏物語』から排除したことを意味するのではないかとする見方も存在する。
「頼隆宰相入道本」
頼隆宰相入道とは藤原頼隆のことと思われる。「仮名に漢字を付けたり」とあり、簡単な意味を示す注釈の付された写本であるとしている。
「孝行が本」
河内本のことと思われる。「関の東の人々がら大きなる草を用ひたり」「わろき本」として厳しく批判している。光行、親行、義行、知行のいずれでもなく「孝行が本」と呼んでおり、この「孝行」がこれまで不明であった『紫明抄』の著者素寂の俗名であるとする根拠に使われることがある。
「比叡山中堂奉納の本」
紫式部が女房として仕えた藤原彰子が奉納した本であるとされている。
「大斎院選子内親王へまいらせるる本」
選子内親王とは紫式部らと同時代に人物であり、『源氏物語のおこり』などに記された「『源氏物語』はもともと選子内親王の依頼で書かれた物語である」との伝承との関係が注目される。
「源氏抄」
梗概書や注釈書に付けられるような名前で呼ばれているが、『源氏物語』の写本と並べて記載されている。
「自余の古本」
いくつかの複数の写本を指していると思われ、上記のような個別に列挙したもの以外にいくつかの茶本が存在することを示唆している。

### 散逸した巻名
本書は、「庭云、この五十四は本の帖数也、のちの人桜人すもりさかの上下さしくしつりとのの后なといふ巻つくりそへて六十帖にみてむといふ。本意は天台の解尺をおもはへたるにや」と54帖説と60帖説の両方をあげた上で、桜人、巣守、嵯峨野上下、さしくしといった現在の54帖に含まれない巻名についていくつも言及しており、その中には松平本では「つりどのの尼」、高田本では「つりどのの后」といった他のあらゆる資料に全く見られない本書だけの独自の巻名を掲載しており、その点でも注目されている。

### 『更級日記』の異文
菅原孝標女による『更級日記』には『源氏物語』の享受史の観点から、『源氏物語』の成立後間もない時期における普及状況や『源氏物語』の巻数についての最も古い証言が含まれていることが知られていたが、これまで『更級日記』には藤原定家の書写本（御物本）を元にした系列の本文しか存在しなかった。本書はたった一文のみながらもこれらの『源氏物語』の関する情報を記した部分について、「ひかる源氏のものがたり五十四帖譜ぐして」とこれまで見られない異文を記している。なお、本書では人々にこの「譜」について聞いて回った課程でこの異文の存在そのものについての疑義ははさまれていないため、当時このような本文が存在するという認識は特異なものではなかったと考えられている。

#### 巻数
これまでに知られていた全ての写本において『源氏物語』の巻数についての部分の本文は全て「五十よまき」となっており、これが「五十四巻」という確定した数字を意味するのか「五十余巻」という幅を持たせた数字を意味するのかについて議論が存在していた。本書に収められた更級日記の異文ではこの部分について、「ひかる源氏のものがたり五十四帖譜ぐして」と明確に「五十四巻」という確定した数字を意味する文面になっている。

#### 譜について
前述のように、本書に収められた『更級日記』の異文には、「ひかる源氏のものがたり五十四帖譜ぐして」と『源氏物語』を読むにあたって「譜」と呼ばれたものを手元に置いて読んだとされており、この「譜」とは『源氏物語』を読むに当たって役に立つ何らかの書き物であろうと考えられるが、本書の著者を含む当時の人々にとってもこの「譜」が「年来の不審であった」として了悟はこの「譜」が何であるのかについてさまざまな人物に問いかけており、その答えを本書に記している。
「うちふみ」（氏文＝系図）であるとするもの
衣笠内府家良（衣笠家良）・宰相入道頼隆（藤原頼隆）・三位入道知家卿
「目六」（巻名目録・梗概書）であるとするもの
堀川相公雨林具氏（堀川具氏＝源具氏）
「宮内少輔が釈」（藤原伊行の源氏釈）のようなもの、すなわち注釈書ではないかとするもの
真観西山殿
またさらにこの「譜」が何であるのかを当時の知識人に聞いて回る課程で衣笠内府（衣笠家良）から「『源氏物語』の写本には常に系図がついている」とする『源氏物語』古系図の普及状況についての貴重な証言を得ている。

## 写本
現在のところ、島原松平文庫本（島原市立島原図書館所蔵）および上越市立高田図書館所蔵本の2写本のみが知られている。前者の島原本は、昭和30年代に九州大学文学部による島原松平文庫の調査の中で発見された6冊からなる『歌書集』の風巻に含まれる写本である。
なお、『幻中類林』については第5巻とされる若菜上から幻までを含む天理大学付属天理図書館蔵本1冊（佐佐木信綱旧蔵本。1945年（昭和20年）に『源氏古鏡』などと共に天理大学図書館の所蔵になる）のみが知られている。

## 影印本・翻刻本
影印本
- 今井源衛編『源氏物語とその周縁』刊行会著『研究叢書 74 源氏物語とその周縁』和泉書院、1989年（平成元年）6月、pp. 243-258 ISBN 4-87088-363-5。

翻刻本
- 今井源衛「了悟『光源氏物語本事』について」東京大学国語国文学会編『国語と国文学』第38巻第11号、1961年（昭和36年）10月。のち、『源氏物語の研究』未來社、1963年（昭和38年）。及び『今井源衛著作集  第4巻  源氏物語文献考』笠間書院、2003年（平成15年）9月、pp. 105-135 ISBN 4-305-60083-8。